# Kisła Woda
Kisła Woda (słow. Siričitý prameň) – źródło wody mineralnej w Dolinie Bobrowieckiej Orawskiej w słowackich Tatrach Zachodnich. Znajduje się przy rozdrożu szlaków turystycznych na polanie Waniczka, na lewym brzegu Bobrowieckiego Potoku. Prowadzi do niego kładka przez potok. Ze szczeliny pod skałą wypływa woda siarkowodorowa o nieprzyjemnym zapachu. Miejscowa ludność uważa, że ma ona własności lecznicze. W zimie woda traci składniki mineralne.
Administracyjnie Kisła Woda znajduje się w obrębie miejscowości Orawice.

## Szlaki turystyczne
Orawice – Waniczka – Bobrowiecka Przełęcz. Czas przejścia z Orawic do Waniczki 40 min, z powrotem tyle samo.